# Оболонська вулиця (Київ)
Оболо́нська ву́лиця — вулиця в Подільському районі міста Києва, місцевість Поділ (Плоське). Пролягає від Кирилівської вулиці до Набережно-Лугової вулиці.
Прилучаються вулиці Костянтинівська, Волоська, Турівська та Межигірська.

## Історія
Оболонська вулиця є однією з найдавніших вулиць Подолу. Її назва походить від давньої назви місцевості на північ від Подолу — Оболонь, до якої прямувала ця вулиця. У свою чергу, старослов'янські слова «оболонь», «болонь», «болоньє» означали низьке узбережжя ріки, прирічні луки, які заливаються весняним паводком. Після пожежі на Подолі у 1811 році Оболонську вулицю було випрямлено та впорядковано за проектом петербурзького архітектора Вільяма Гесте.
У радянський час більшість старовинних будинків на вулиці було знесено та натомість збудовані житлові багатоквартирні будинки.